# Felsgravuren Piet Alberts Koppie
Die Felsgravuren Piet Alberts Koppie (englisch Rock Engravings at Peet Alberts Koppie) sind Felszeichnungen an der Spitze des gleichnamigen Berges in der Nähe von Kamanjab in der Region Kunene in Namibia. Sie sind seit dem 1. Mai 1967 ein Nationales Denkmal Namibias.
Hier finden sich 1200 bis 1500 Felsgravuren, die zumeist Wildtiere zeigen. Besonderheiten sind geometrische Figuren wie Kreise und Sterne. Die größte Gravur von etwa 3,3 Meter Höhe zeigt eine Giraffe, die wohl höchste Petroglyphe Namibias. Der Berg ist nach dem ehemaligen Besitzer der Farm, Piet (Peet) Alberts benannt. Er war ein Dorslandtrekker.